# Maron (mythologie)
Maron (Oudgrieks: Μάρων), zoon van Euanthes, was een Kikoonse priester van Apollo, die kort genoemd wordt in de Odysseia.
Wanneer Odysseus en zijn mannen na de Trojaanse Oorlog het eiland van de Kikonen, bondgenoten van de Trojanen, binnenvallen schenkt de priester Maron Odysseus twaalf kruiken met bedwelmende wijn in ruil voor het leven van hem en zijn kroost en de bescherming van zijn huis. Deze kruiken wijn komen Odysseus later nog goed van pas wanneer hij gevangen zit in de grot van de cycloop Polyphemos. Hij bedwelmt de cycloop met de wijn om daarna zijn oog uit te steken en te ontsnappen uit diens grot.
- Gemeinsame Normdatei: 131691732
- Virtual International Authority File: 10985672